# メティカル
メティカル（ポルトガル語: metical）は、モザンビークの通貨である。補助通貨はセンターボで、1メティカル＝100センターボである。ISO 4217コードはMZN。複数形でメティカイスとなる。
「メティカル」という名称はアラビア語の重量の単位「ミスカル」に由来する。

## 初代メティカル（MZM）
1980年に、それまでのモザンビーク・エスクードに代わって導入された。慢性的なインフレによって次々と高額紙幣が発行され、ついには50万メティカル紙幣が発行されるに至った。
最後に発行されたシリーズの紙幣は以下の通り。
| 額面              | 表面                                          | 裏面               |
| ----------------- | --------------------------------------------- | ------------------ |
| 500メティカル     | 先住民の彫刻作品                              | 先住民のダンス     |
| 1,000メティカル   | エドゥアルド・モンドラーネ 、旗を掲揚する兵士 | 独立記念碑         |
| 5,000メティカル   | サモラ・マシェル、社会主義前衛記念碑          | 工場労働者         |
| 10,000メティカル  | ジョアキン・アルベルト・シサノ、鉄塔          | 農業               |
| 20,000メティカル  | 読書する女性の彫像                            | マプト市庁舎       |
| 50,000メティカル  | モザンビーク銀行庁舎                          | カオラ・バッサダム |
| 100,000メティカル | モザンビーク銀行庁舎                          | カオラ・バッサダム |
| 200,000メティカル | モザンビーク銀行庁舎                          | 先住民のダンス     |
| 500,000メティカル | モザンビーク銀行庁舎                          | 工場労働者         |

## 2代目メティカル（MZN）
2006年7月1日、1000分の1のデノミを実施し、1、5、10、20、50センターボ、1、2、5、10メティカルの硬貨と20、50、100、200、500、1000メティカルの紙幣を新規に発行した。またISO 4217コードもMZMからMZNに改められた。
| 額面            | 材質     | 表面             | 裏面         |
| --------------- | -------- | ---------------- | ------------ |
| 20メティカル    | ポリマー | サモラ・マシェル | サイ         |
| 50メティカル    | ポリマー | サモラ・マシェル | クーズー     |
| 100メティカル   | ポリマー | サモラ・マシェル | キリン       |
| 200メティカル   | 紙       | サモラ・マシェル | ライオン     |
| 500メティカル   | 紙       | サモラ・マシェル | バッファロー |
| 1,000メティカル | 紙       | サモラ・マシェル | ゾウ         |

2024年6月15日に、全ての硬貨と紙幣の刷新が発表され、翌日から流通が開始した。新シリーズの硬貨・紙幣の図案は以下の通り。

### 硬貨
| 額面         | 材質                         | 表面                   | 裏面                   |
| ------------ | ---------------------------- | ---------------------- | ---------------------- |
| 1センターボ  | 銅                           | 鳥の羽根               | モザンビーク銀行の印章 |
| 10センターボ | スズ                         | 船を漕ぐ男性           | モザンビーク銀行の印章 |
| 50センターボ | ニッケル                     | ヤシの木               | モザンビーク銀行の印章 |
| 1メティカル  | ニッケル                     | 読書する女性           | モザンビーク銀行の印章 |
| 2メティカル  | ニッケル                     | エビ                   | モザンビーク銀行の印章 |
| 5メティカル  | ニッケル                     | 楽器を演奏する男性     | モザンビーク銀行の印章 |
| 10メティカル | スズ・ニッケルのバイカラー貨 | モザンビーク銀行の建物 | モザンビーク銀行の印章 |

### 紙幣
| 額面            | 材質     | 表面             | 裏面     |
| --------------- | -------- | ---------------- | -------- |
| 20メティカル    | ポリマー | サモラ・マシェル | 山並み   |
| 50メティカル    | ポリマー | サモラ・マシェル | カモシカ |
| 100メティカル   | ポリマー | サモラ・マシェル | 果物     |
| 200メティカル   | 紙       | サモラ・マシェル | ライオン |
| 500メティカル   | 紙       | サモラ・マシェル | 帆船     |
| 1,000メティカル | 紙       | サモラ・マシェル | ゾウ     |